# Criodion antennatum
Criodion antennatum är en skalbaggsart som beskrevs av Charles Joseph Gahan 1892. Criodion antennatum ingår i släktet Criodion och familjen långhorningar.
Artens utbredningsområde är Venezuela. Inga underarter finns listade i Catalogue of Life.